# وانسوش (استان پودلاسکی)
وانسوش (به لاتین: Wąsosz) یک روستا در لهستان است که در گمینا وانسوش (استان پودلاسکی) واقع شده‌است. وانسوش ۱٬۶۰۰ نفر جمعیت دارد.